# 当て馬
当て馬（あてうま）とは、馬の種付けの際に牝馬の発情を促し確認する行為や、当該行為のためにあてがわれる牡馬自体を指す通称である。馬産の用語としては試情馬（しじょうば）という。
サラブレッドの生産牧場には、一般的に、現役を引退した牡馬が当て馬専用に飼育されている。種牡馬場などにおける種付け前の当て馬としては、人気のない種牡馬・引退した種牡馬などのうち気性の温和な馬を使用する。当て馬により牝馬の発情を確認する際は、「エプロン」と呼ばれる腰当てが当て馬に装着されたり、壁越しに当て馬を近づけるなどされ、実際に交配が行われないように配慮される。牝馬の発情の有無が確認されると当て馬は牝馬から引き離される。
しかし性欲が高まった状態で引き離されることによる当て馬のストレスを解消するために、種付けを行うことも稀にある。その場合も普通は妊娠の可能性の低い高齢馬が宛がわれる。また数少ないケースではあるが、種牡馬としての登録が継続されていれば、代用種牡馬としての役を果たすこともある。これは、種付け料が無料であるため、また、種付けをする際に事故が起きても損害が少ないため、シンジケートやスケジュールなどの制限も受けないためである。知られるケースとしては1988年のオークス馬コスモドリームがあり、その父ブゼンダイオーは牧場が所有する当て馬であった。ブゼンダイオーは、繁殖牝馬であるスイートドリームに当初付けた種牡馬モガミの種が不受胎となったことや、スイートドリームに危険な蹴り癖があり万一の事故を考えると高額な種牡馬との交配が中々難しいことから、代用で当てがわれた馬であった。これは当て馬の仔が活躍馬となった珍しい例である。
また、種牡馬として供用したものの成績が振るわなかったが、功労馬として牧場や種馬場でその後も飼養されている馬が当て馬の役も兼ねるケースは多く見られる(ヤマニングローバルなど)。
また、種牡馬としてほとんどの牝馬に興味を示さなかったウォーエンブレムには、好むタイプの牝馬で発情を促してから他の牝馬をあてがうという方法が試みられたことがある。一時的には成功したものの、やがて「好みのタイプではない」牝馬をあてがわれていることに気づいたウォーエンブレムは、交配を拒むようになった。

## 転義
- 契約先を既に内々で決めている状況で、相手を牽制し価格を下げる事を目的に行う相見積。また、その様な相見積をとられた企業や商店。
- プロ野球において、相手チームの先発投手が右投げか左投げか予想が付けにくい時、登板予定のない投手などをスターティングメンバーとして登録しておき、相手チームのメンバー発表後その選手が登録されていた打順を相手投手と好相性の選手に交代させる作戦。また、その作戦で登録されるダミーの選手（偵察オーダー）。現在は予告先発のためそのような手段は取られない。
- 箱根駅伝において、事前に走力の劣るあるいは不調の選手を区間エントリーさせておき、レース当日に補欠に温存しているチーム内上位の走力のある選手と入れ替える際、エントリーを外される選手を当て馬と呼ぶ。
- テレビ番組・出版物・ゲームソフト・パック旅行などの企画などを行う際、本命の企画を通す事を目的に、プレゼンテーションのターゲット（スポンサー・企業上層部など）の視線をまず集める事を目的として簡単に制作した、「比較検討案」などと称して提出される実際には制作・実行する意図は無いダミーの企画案。
  - ただし、時には企画提出者の意図とは裏腹に、この「当て馬」がターゲットの注目を集めて本採用となり、肝心の本命企画が没となってしまうことも起きる（知られる例としては『超時空要塞マクロス』など）。
- 柔道や剣道などの団体戦において、自チームの実力の高い選手で確実に白星を稼ごうとする際、敢えて相手チームの実力の高い選手と対戦させられる実力の低い選手のこと。